# DIDO
Ein Reaktor vom Typ DIDO ist ein mit schwerem Wasser moderierter und gekühlter Forschungsreaktor. Der Name DIDO ist von D2O, der chemischen Formel für schweres Wasser, abgeleitet. Schwerwassermoleküle bestehen aus zwei Deuterium-Atomen (D) und Sauerstoff (O). Schreibt man D2O als DDO und spricht das erste D englisch („Di“) aus, ergibt sich die Reaktorbezeichnung Di-DO oder DIDO.
Ziel dieser Art von Forschungsreaktoren war ein möglichst hoher Fluss von Neutronen, die dann für Experimente genutzt wurden. Graphit  umgab als Neutronenreflektor den Reaktorkern.

## Reaktoren der DIDO-Klasse
Weltweit gab bzw. gibt es sechs Reaktoren der DIDO-Klasse, von denen Anfang 2007 der letzte abgeschaltet wurde:
- HIFAR (High Flux Australian Reactor), Australien, Abschaltung am 30. Januar 2007
- Forschungsreaktor Jülich 2 (FRJ-2) am Forschungszentrum Jülich, Abschaltung am 2. Mai 2006
- DR-3 im Risø-Forschungszentrum, Dänemark, Abschaltung am 26. November 1999
- PLUTO, Atomic Energy Research Establishment (AERE), Großbritannien, 1990 stillgelegt
- DIDO, Atomic Energy Research Establishment (AERE), Großbritannien, 1990 stillgelegt
- DMTR (Dounreay Materials Test Reactor), Dounreay Nuclear Power Development Establishment, Großbritannien, außer Betrieb: 1969